# Jagdschloss Sorgenfrei

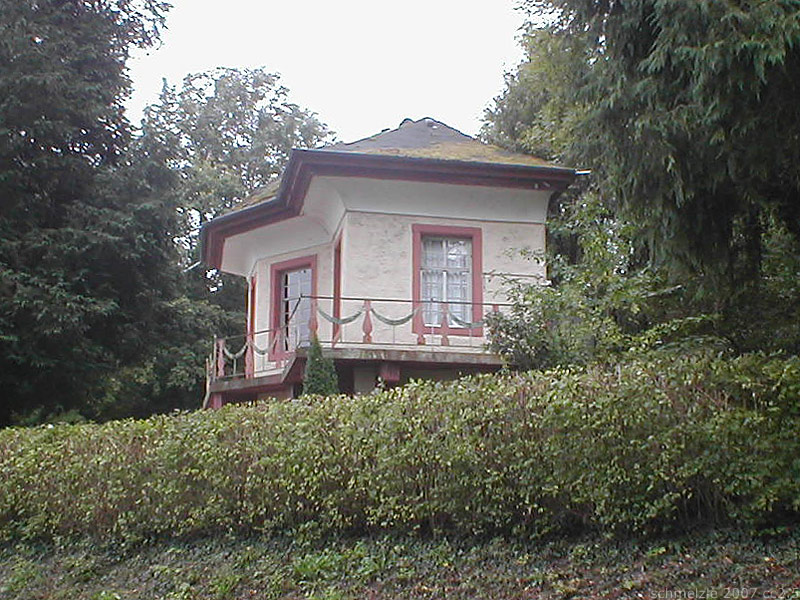
Jagdschloss Sorgenfrei

Das Jagdschloss „Sorgenfrei“ ist ein Jagdschlösschen am Hang des Elsenztals an der Straße nach Schatthausen am südwestlichen Ortsrand der Gemeinde Mauer im Rhein-Neckar-Kreis in Baden-Württemberg.  Es gilt als einer der kleinsten Feudalbauten im Rhein-Neckar-Gebiet.
Das Schloss wurde von der Denkmalstiftung Baden-Württemberg zum „Denkmal des Monats Mai 2021“ ernannt.

## Geschichte
Vermutlich befand sich eine um 1200 erbaute Burg, die „Veste Mure“ oder „Muren“ genannt, an der Stelle des heutigen Jagdschlosses, worauf die Namen einiger Gewanne wie „Burgäcker“ und „Schlossäcker“ hinweisen und andeuten, dass die Burg nicht auf einem Berg gestanden hatte.
Das Jagdschloss wurde 1788 von und für Freiherr Karl von Zyllnhardt (1744–1816) erbaut. Über die Heirat der einzigen Tochter seines gleichnamigen Sohnes Karl von Zyllnhardt (1779–1828) kam das Schlösschen in den Besitz der Familie Göler von Ravensburg.

## Beschreibung
Bei der Schlossanlage handelt es sich um einen frühklassizistischen zweigeschossigen Landsitz mit vortretendem Mittelraum und umlaufendem Balkon vor dem zweiten Geschoss. Das Gebäude weist insgesamt nur sechs kleine Zimmer auf. Ein Medaillon am Balkongeländer zeigt die Initialen CZ des Erbauers.